# Hα
 (mars 2023).
Si vous disposez d'ouvrages ou d'articles de référence ou si vous connaissez des sites web de qualité traitant du thème abordé ici, merci de compléter l'article en donnant les références utiles à sa vérifiabilité et en les liant à la section « Notes et références ».

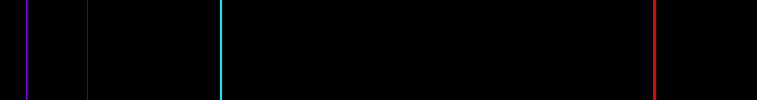
Parmi les quatre raies de la série de Balmer, la raie H alpha est la raie rouge, à droite.

En physique et en astronomie, Hα, notée aussi  H alpha, est une raie d’émission particulière de l’atome d’hydrogène située dans le spectre visible à 656,3 nanomètres.  Elle correspond à une transition entre les niveaux d’énergie principaux n = 3 et n = 2.

## Niveaux électroniques
Selon le modèle de Bohr, les électrons peuplent des niveaux d’énergie quantifiés autour du noyau de l’atome. Ces niveaux d’énergie sont décrits par le nombre quantique principal n = 1, 2, 3…  Les électrons ne peuvent se trouver que dans ces niveaux d’énergie et ne peuvent faire des transitions que vers ces niveaux.
La série de transition depuis des niveaux où n ≥ 3 vers n = 2 s’appelle la série de Balmer, et ses transitions sont nommées par des lettres grecques : 
- n = 3 → n = 2 : Balmer-alpha ou H-alpha ;
- n = 4 → n = 2 : H-beta ;
- n = 5 → n = 2 : H-gamma, etc.

Les transitions vers le niveau n = 1 forment la série de Lyman dont les noms sont :
- n = 2 → n = 1 : Lyman-alpha ;
- n = 3 → n = 1 : Lyman-beta ;
- n = 5 → n = 1 : Lyman-epsilon, etc.

## Description
La raie H-alpha se trouve à une longueur d'onde de 656,3 nanomètres, et se trouve donc dans la partie rouge du spectre visible. L’étude de cette raie est le moyen le plus simple pour les astronomes de tracer le contenu d'hydrogène ionisé des nuages de gaz.
L’énergie nécessaire pour ioniser l’hydrogène étant quasiment la même que celle nécessaire pour faire passer un électron du niveau n = 1 au niveau n = 3, la probabilité qu’un électron ne soit pas éjecté de l’atome mais passe vers ce niveau n = 3 est très faible. Par contre, après avoir été ionisé, l’électron et le proton vont se recombiner pour former un nouvel atome d’hydrogène. Dans ce nouvel atome, l’électron peut se trouver sur n’importe lequel des niveaux d’énergie, et ensuite, va cascader vers le niveau fondamental (n = 1), en émettant un photon lors de chaque transition. On a calculé qu’environ une fois sur deux, cette cascade comprend la transition n = 3 vers n = 2, et l’atome va alors émettre la raie H-alpha. Cette raie est donc émise juste après que l’atome ionisé a récupéré un électron et cesse d'être ionisé.
Cette raie H-alpha est très vite saturée à cause du fait que l’hydrogène est le composant majoritaire des nébuleuses. Ce qui fait que cette raie peut être facilement utilisée pour déterminer la forme et la taille des nuages, mais elle ne permet pas de connaître la quantité d’hydrogène contenue dans le nuage. Par contre, les molécules, telles le dioxyde de carbone, le monoxyde de carbone, le formaldéhyde, l’ammoniac, etc. permettent elles de déterminer la masse d’un nuage de gaz.

## Utilisation pratique
Des filtres sélectionnant cette raie sont souvent utilisés en observation du Soleil (pour les protubérances) ou en astrophotographie pour mettre en évidence la présence d'hydrogène dans les nébuleuses.
Ils peuvent être utilisés au foyer (plus cher) ou à l'oculaire (moins cher).